# Bauchfellnische
Als Bauchfellnische wird eine Taschenbildung des Bauchfells bezeichnet, je nach Tiefe als Excavatio (Aussackung), Recessus (Tasche) oder Fossa (Grube).
Beim Menschen liegen nur Beginn und Ende des Zwölffingerdarms  intraperitoneal. Dadurch kommt es am Übergang zum Jejunum, dem Flexura duodenojejunalis, zu Nischenbildungen, die an der Vorderseite als Recessus duodenalis superior, an der Rückseite – sichtbar nach dem Hochklappen des Gekröses – als Recessus retroduodenalis und Recessus paraduodenalis bezeichnet werden. In diesen Taschen kann sich eine Dünndarmschlinge als innerer Bruch verfangen.
Am Blinddarm liegen rückenwärts der Plica caecalis vascularis der kopfwärts offene Recessus iliocaecalis superior, rückenwärts der Plica iliocaecalis inferior der schwanzwärts offene Recessus iliocaecalis inferior sowie seitlich die engen Recessus retrocaecales.
Am Colon liegt schwanzwärts der Aufhängung des Colon sigmoideum der schwanzwärts offene, trichterförmige Recessus intersigmoideus.
An der vorderen Bauchwand liegen zwischen Plica umbilicalis mediana und Plica umbilicalis medialis die flache Fossa supravesicalis, zwischen Plica umbilicalis medialis und Plica umbilicalis lateralis die Fossa inguinalis medialis (mediale Leistengrube) und seitlich der Plica umbilicalis lateralis die Fossa inguinalis lateralis (laterale Leistengrube).
Im Bereich des Beckens liegen bei der Frau zwischen Gebärmutter und Mastdarm die Excavatio recto-uterina (Douglas-Raum), zwischen Gebärmutter und Harnblase die Excavatio vesico-uterina, beim Mann zwischen Mastdarm und Blase die Excavatio rectovesicalis.